# Latarnia morska Viirelaiu
Latarnia morska Viirelaid – (est. Viirelaiu tuletorn) latarnia morska położona na wyspie Viirelaid, gmina Hanila, prowincja Läänemaa. 
Na liście świateł nawigacyjnych Estonii - rejestrze Urzędu Transportu Morskiego (Veeteede Amet) w Tallinnie - ma numer 785. 
Latarnia wraz z latarnią morską Virtsu wskazuje przejście przez cieśninę Suur. 
Pierwszą stalową latarnię w tym miejscu wybudowano w 1857 roku. Obecnie istniejąca latarnia jest jedenastometrową żelbetonową wieżą o przekroju kołowym. Pomalowana jest na kolor czerwony o charakterystyce światła 1.5+6.5=8s.